# Leh
Leh (hindijsko लेह; Tibetanska pisava: གླེ་, Wylie: Gle) je glavno mesto Ladaka v severni Indiji. Bilo je tudi glavno mesto himalajske kraljevine Ladak, katere sedež je bil v Palači Leh, nekdanji dvorec kraljeve družine v Ladaku, ki je bil zgrajen v enakem slogu in v istem času kot palača Potala v Tibetu. Leh leži na nadmorski višini 3524 metrov. Mesto je po državni cesti št. 1 povezano s Šrinagarjem na jugozahodu in na jug z Manalijem. 

## Zgodovina
Leh je bil stoletja pomemben postanek na trgovskih poteh vzdolž doline Inda med Tibetom na vzhodu, Kašmirjem na zahodu in tudi med Indijo in Kitajsko. Glavne vrste blaga na tej poti so bile sol, žito, pašma ali kašmirska volna, čaras ali smola kanabisa iz Tarimske kotline, indigo, svileno predivo in Banaras brokat.
Čeprav obstaja nekaj indicev, da so Kitajci poznali trgovsko pot skozi Ladak v Indijo že v obdobju Kušan (1. do 3. stoletje n. št.) in zagotovo pri dinastiji Tang, je pravzaprav malo znanega o zgodovini regije pred oblikovanjem kraljestva proti koncu 10. stoletja s strani tibetanskega princa Skyida lde nyima gon (ali Nyima gon), vnuka protibudističnega tibetanskega kralja Langdarme (vladal ok. 838 do 841). Osvojil je zahodni Tibet, čeprav je njegova vojska prvotno štela le 300 mož. Več mest in gradov naj bi ustanovil Nyima gon in očitno je naročil gradnjo glavnih skulptur v Šeju. »V napisu pravi, da jih je dal izdelati v versko korist Tsanpo (dinastično ime njegovega očeta in prednikov) in vseh ljudi Ngaris (Zahodni Tibet). To kaže, da je že v tej generaciji Langdarmina opozicija je budizem izginil.« Shey, le 15 km vzhodno od sodobnega Leha, je bil starodavni sedež ladakijskih kraljev.
Med vladavino Delega Namgjala (1660–1685) je Navab iz Kašmirja, ki je bil takrat provinca v Mogulskem cesarstvu, poskrbel, da je mongolska vojska začasno zapustila Ladak, čeprav se je pozneje vrnila. Kot plačilo za pomoč Delegsu Namgjalu v vojni Tibet-Ladak-Mogul 1679–1684 je Navab postavil številne zahteve. Ena najmanjših je bila izgradnja velike sunitske muslimanske mošeje v Lehu na zgornjem koncu bazarja, pod palačo Leh. Mošeja odraža mešanico islamske in tibetanske arhitekture in lahko sprejme več kot 500 ljudi. To očitno ni bila prva mošeja v Lehu; obstajata dve manjši, ki naj bi bili starejši.
V Lehu se je tradicionalno zbližalo več trgovskih poti iz vseh štirih smeri. Najbolj neposredna pot je bila tista, po kateri poteka sodobna cesta od Pandžaba preko Mandija, doline Kulu, čez prelaz Rohtang, skozi Lahaul in naprej v dolino Inda, nato pa navzdol do Leha. Pot iz Šrinagarja je bila približno enaka cesti, ki danes prečka Zoji La (La je beseda za prelaz) do Kargila in nato navzgor po dolini Inda do Leha. Iz Baltistana sta bili dve težki poti: glavna je potekala navzgor po dolini Šjok od Inda, čez prelaz in nato navzdol po reki Hanu do Inda spet pod Kalsi (Khalatse). Druga je tekla od Skarduja naravnost navzgor po Indu do Kargila in naprej do Leha. Potem so bile tu tako poletne kot zimske poti od Leha do Jarkanda preko prelaza Karakoram in Šaidule. Končno je bilo nekaj možnih poti od Leha do Lase.
Prva zabeležena kraljeva rezidenca v Ladaku, zgrajena na vrhu visokega vrha Namgjal ('Zmaga') s pogledom na sedanjo palačo in mesto, je zdaj porušena utrdba in gon-khang (tempelj varuhov božanstev), ki ju je zgradil kralj. Taši Namgjal. Znano je, da je Taši Namgjal vladal v zadnji četrtini 16. stoletja pred našim štetjem. Namgjal tempelj (imenovan tudi "Tsemo Gompa"='Rdeča Gompa' ali dGon-pa-so-ma='Novi samostan'),, je glavno budistično središče v Lehu. Za njim je nekaj starejših utrdb, za katere Francke poroča, da so bile včasih znane kot »grad Dard«. Če jo je res zgradil Dards, mora biti pred ustanovitvijo tibetanskih vladarjev v Ladaku pred več kot tisoč leti.
Leta 2010 je bil Leh močno poškodovan zaradi nenadnih poplav, ki so jih povzročile razpoke oblakov.

### Palača Leh
Kraljevo palačo, znano kot palača Leh, je zgradil kralj Sengge Namgjal (1612–1642), verjetno med obdobjem, ko je portugalski jezuitski duhovnik Francisco de Azevedo leta 1631 obiskal Leh in je ni omenil in smrtjo Senggeja Namgjala leta 1642.
Palača Leh je visoka devet nadstropij; v zgornjih nadstropjih je bivala kraljeva družina, hlev in shrambe pa so v spodnjih nadstropjih. Palača je bila zapuščena, ko so jo sredi 19. stoletja oblegale kašmirske sile. Kraljeva družina je svoje prostore preselila na jug v njihov trenutni dom v palači Stok na južnem bregu reke Ind.
Kot je bilo že omenjeno, prvotno ime mesta ni sLel, kot se danes piše, ampak sLes, kar pomeni taborišče nomadov. Ti [tibetanski] nomadi so verjetno imeli navado obiskati dolino Leh v času, ko so jo začeli namakati kolonizatorji Darda. Tako se najstarejši del ruševin na vrhu hriba rNam-rgyal-rtse-mo pri Lehu imenuje aBrog-pal-mkhar (grad Dard).

## Geografija
Leh leži v dolini reke Ind med Ladaškim pogorjem in Zanskarskim pogorjem (obe pogorji imata najvišje vrhove visoke nad 6000 m) na nadmorski višini 3500 m. Povprečne letne padavine so le okoli 50 mm (gre za visokogorsko polpuščavo). Temperature se gibljejo med −30 ° C pozimi do 33 ° C poleti.
Leh povezuje 434 km dolga visokogorska cesta s Šrinagarjem na zahodu in 473 km dolga cesta z Manalijem na jugu. Cesti vodita preko nekaj visokogorskih prelazov visokih do 5300 m m n.v., ki so pozimi zasuti s snegom in neprevozni. V Lehu je veliko vojaško letališče, ki je ob lepem vremenu odprto čez celo leto in iz katerega je dnevno nekaj letov v New Delhi.

## Uprava
Za razliko od drugih okrožij v Indiji je za upravljanje v Lehu zadolžen Svet za razvoj avtonomnega hriba Ladakh (LAHDC).
Ima 30 svetnikov, 4 predlagane in 26 izvoljenih. Glavni izvršni svetnik vodi in predseduje temu svetu. Namestnik komisarja Leha ima tudi pooblastilo glavnega izvršnega direktorja LAHDC. Trenutni namestnik komisarja okrožja Leh je Sačin Kumar Vaišja.

## Prebivalstvo
Verska pripadnost v mestecu Leh (2011)
Po popisu prebivalstva leta 2011 v Indiji, je imelo mestece Leh 30.870 prebivalcev, pri čemer je v tem številu mnogo ne-lokalnih delavcev, trgovcev in vladnih uslužbencev. Leh ima 75 % stopnjo pismenosti, kar je okoli vseindijskega povprečja 74,04 %. V Lehu je bilo ob popisu 9 % prebivalcev starih do 6 let. Prebivalci Leha so etnični Tibetanci, ki govorijo ladakščino, ki sodi v družino tibetanskih jezikov.

### Verska pripadnost
Verska pripadnost po popisu leta 2011 je bila: budizem 43,85 %, hinduizem 35,37 %, islam 15,14 %, sikizem 2,70 %.

## Staro mestno jedro Leha
Staro mestno jedro Leha je bilo zaradi povečanih padavin zaradi podnebnih sprememb in drugih razlogov dodano na seznam 100 najbolj ogroženih območij Svetovnega spomeniškega sklada. Zanemarjanje in spreminjanje poselitvenih vzorcev v starem mestnem jedru sta ogrozila dolgoročno ohranitev tega edinstvenega mesta.
Hitra in slabo načrtovana urbanizacija Leha je na nekaterih območjih povečala tveganje za hudourniške poplave, medtem ko druga območja po raziskavah Climate and Development Knowledge Network trpijo zaradi manj dramatičnih, postopnih učinkov nevidnih nesreč, ki pogosto ostanejo neprijavljeni.

## Kmetijstvo
Leh leži na povprečni nadmorski višini približno 3500 metrov, kar pomeni, da je tam mogoče gojiti le en pridelek na leto, medtem ko je mogoče v Khalaceju gojiti dva. Ko konec maja sejejo pridelke v Lehu, so pri Khalaceju že napol zrasli. Glavni pridelek je grim (goli ječmen – Hordeum vulgare L. var. nudum Hook. f., ki je starodavna oblika udomačenega ječmena z lažjim odstranjevanjem lupine) – iz katerega se izdeluje tsampa, osnovna hrana v Ladaku. Voda za kmetijstvo Ladaka prihaja iz Inda, ki ga marca in aprila zmanjka, ko ječmenova polja najbolj potrebujejo namakanje.

## Galerija
- Pogled na Leh
- Pogled na Leh iz ceste na prelaz Kardung
- Leh kot glavno mesto Ladaka okoli leta 1857
- Mestni trg leta 1909
- Stupa miru (Šanti stupa), ki so jo postavili Japonci leta 1983
- Budistični samostan Namgjal Cemo v Lehu
- Mošeja v Lehu
- Leh pozimi
- Pogled na Leh od Stupe miru
- Alternativen pogled
- Leh poleti
- Leh, kot je videti iz Stoka
- Pokrajina pri Lehu
- Šanti stupa, Leh
- Sikhovski tempelj  Patar Sahib Leh, Ladak
- Sikhovski tempelj  Patar Sahib Leh, Ladak
- Sikhovski tempelj  Patar Sahib Leh, Ladak